# 西園寺れお
西園寺 れお（さいおんじ れお、1991年9月14日 - ）は、日本の元AV女優。元スタイルワン所属。

## 人物
父はベトナム人、母は日本人。好きなスポーツはテニス。爬虫類マニアで、数匹の蛇やヤモリを飼っている。初オナニーは9歳。初体験は14歳。自他ともに認める淫乱系女優である。
2012年、AV女優をしていることが親にバレたことをブログで告白した。その際に「（AV女優は）男性に夢を与える仕事だと思っています」と発言したことがアンチの反発を招き炎上した。いったんブログは削除されたが、その後、復活させ引退まで継続させていた。2014年8月にAV女優としての活動を無期限停止することを発表し事実上の引退を宣言、8月19日にブログを閉鎖、Twitterも削除した。

## 作品

### 映画
- かしこい狗は、吠えずに笑う 助演：黒川まりな役（もりこ名義）2013年公開

### アダルトビデオ
| タイトル | 発売日                                                  | メーカー：販売元                                 | 備考                                                 |
| --- | ------------------------------------------------------- | ------------------------------------------------ | ---------------------------------------------------- |
| 続・素人娘、お貸しします。 VOL.37 西村れお | 2011年12月22日 (DVD)                                    | プレステージ                                     | デビュー作                                           |
| 初の不倫で中出しされた人妻 西園寺れお | 2012年1月1日 (DVD)                                      | プレステージ                                     |                                                      |
| 友達の彼女を失神するまで友人宅で・・・ | 2012年1月11日 (DVD)                                     | プレステージ                                     |                                                      |
| シロウトハンター 18 | 2012年1月11日 (DVD)                                     | プレステージ                                     |                                                      |
| セックスと制服 西園寺れお | 2012年1月20日 (DVD)                                     | プレステージ                                     |                                                      |
| 普段は清楚なOL。 副業でAV出演して乱れまくるオンナ | 2012年2月1日 (DVD)                                      | プレステージ                                     |                                                      |
| 妻遊記 05 | 2012年2月1日 (DVD)                                      | プレステージ                                     |                                                      |
| 美少女1泊2日中出し温泉旅行 04 | 2012年2月21日 (DVD)                                     | プレステージ                                     |                                                      |
| 手コキクリニック 暴発看護 15連発スペシャル | 2012年5月10日 (DVD)                                     | SODクリエイト                                    |                                                      |
| もの凄いアクメ顔 美人音大生 西園寺れお | 2012年5月11日 (DVD)                                     | マックス・エー/アップス                          |                                                      |
| 国内線で見つけた黒スト美脚な変態CA | 2012年5月11日 (DVD) 5月25日（MicroSD）                  | マックス・エー/アップス                          |                                                      |
| 一日ホテル監禁 西園寺れお | 2012年5月19日 (DVD)                                     | アウトビジョン/ドグマ                            |                                                      |
| 芸能人 PREMIER 国民的アイドルグループ9期生オーディション 最終選考まで残った芸能人 花音ゆりあAVデビュー | 2012年6月7日 (DVD)                                      | カルマ                                           |                                                      |
| 元芸能人パイパンデビュー 西園寺れお | 2012年6月7日 (DVD)                                      | アウトビジョン/BeFree                            |                                                      |
| おパイパン家庭教師 僕の股間も成績もビンビンにUPすること間違いなし 西園寺れお | 2012年6月8日 (DVD)                                      | マックス・エー/アップス                          |                                                      |
| お仕事中にお邪魔して・・・都内商社勤務23歳 美月さん(仮名) | 2012年6月8日 (DVD)                                      | ワープエンタテインメント                         |                                                      |
| ヒートウーマン | 2012年6月22日 (DVD)                                     | ビデオメーカー/GIGA                              |                                                      |
| 媚薬は「ママにバレるとヤバいから・・・」という理由で僕んち宛に通販で買っては送りつけアヘ顔で試して発情する同級生の女子 | 2013年7月5日 (DVD)                                      | ソフト・オン・デマンド/ナチュラルハイ            |                                                      |
| 美しき棒立ち 願いが叶うなら 竹上栞菜 | 2012年7月14日 (DVD)                                     | 渋谷書店.com（サンクチュアリ）                   |                                                      |
| 月刊パンティストッキングマニア Vol.7 誘惑美尻パンティストッキング | 2012年7月20日 (DVD)                                     | OFFICE K'S                                       |                                                      |
| お嬢様はハイジニーナ 竹上栞菜 | 2012年7月21日 (DVD)                                     | 渋谷書店.com（サンクチュアリ）                   |                                                      |
| 救急戦士セイント・リーサルナース | 2012年7月27日 (DVD)                                     | ビデオメーカー/GIGA                              |                                                      |
| 私は痴女 同床淫夢 | 2012年7月28日 (DVD)                                     | クリスタル映像                                   | レンタル版                                           |
| アナル責め手コキ 女子校生編 | 2012年8月3日 (DVD)                                      | OFFICE K'S                                       |                                                      |
| オマ○コ見せつけ脚コキ | 2012年8月3日 (DVD)                                      | OFFICE K'S                                       |                                                      |
| 本当にイッてる指オナニー XI | 2012年8月3日 (DVD)                                      | OFFICE K'S                                       |                                                      |
| 新 センズリ見てたら興奮しちゃった素人娘 VOL.8 | 2012年8月3日 (DVD)                                      | OFFICE K'S                                       |                                                      |
| ヒロイン完コス凌辱 磁力戦隊マグナマン | 2012年8月24日 (DVD)                                     | ビデオメーカー/GIGA                              |                                                      |
| 私は痴女 同床淫夢 | 2012年8月24日 (DVD)                                     | クリスタル映像                                   | セル版                                               |
| 喉奥サオ呑みフェラ | 2012年9月7日 (DVD)                                      | OFFICE K'S                                       |                                                      |
| 都内で見かけた覗いて見たくなるスリットスカート美女 | 2012年9月14日 (DVD)                                     | マックス・エー/アップス                          |                                                      |
| 働くオンナ2 VOL.17 | 2012年9月21日 (DVD)                                     | プレステージ                                     |                                                      |
| paipanトマト 18 栞菜 | 2012年10月6日 (DVD)                                     | 渋谷書店.com（サンクチュアリ）                   |                                                      |
| ヒロイン丸呑み 第13惑星 | 2012年10月12日 (DVD)                                    | ビデオメーカー/ZEUS                              |                                                      |
| 魅惑の生殖器 竹上栞菜 | 2012年11月3日 (DVD)                                     | 渋谷書店.com（サンクチュアリ）                   |                                                      |
| 国民的AVメーカーウラ美少女 芸能人・アイドルたちの極上フェラチオSUPER BEST コレクション8時間 | 2012年11月7日 (DVD)                                     | カルマ                                           |                                                      |
| 「『もうSEXするまで帰らないからね！』アダルドビデオを超真剣に見るインテリ同僚の姿に思わず勃起したらヤられた」 VOL.1 | 2012年11月8日 (DVD)                                     | ソフト・オン・デマンド/DANDY                     |                                                      |
| 姉痴漢 性欲が強すぎて捕まりかねない弟のために自分の身体を触らせたものの想像以上に興奮させてしまい挿入を止められなかった姉 | 2012年11月8日 (DVD)                                     | ソフト・オン・デマンド/ナチュラルハイ            |                                                      |
| スーパーヒロイン凌辱仕事人 シルバークロス | 2012年11月9日 (DVD)                                     | ビデオメーカー/GIGA                              |                                                      |
| どんな男でもたった1、000円で極上女とヤレる方法！肩書きに弱い女(人妻・看護師・キャバ嬢・・・)は男の意外な職業を知った瞬間、3秒で即マン女に豹変する！ | 2012年11月22日 (DVD)                                    | ソフト・オン・デマンド/ATOM                      |                                                      |
| お金が欲しい父子家庭限定！近親相姦王様ゲーム！！ | 2012年12月6日 (DVD)                                     | ソフト・オン・デマンド/Apache【アパッチ】        |                                                      |
| セックス練習台とはいえ念願の童貞喪失できた僕。受験生の僕の家にやってくる家庭教師は、美人過ぎて逆に男に敬遠されてしまい男性経験がまったくない。そして男性経験の少なさから彼氏とのHで恥をかきたくないと思っている彼女たちは、勉強しているボクに性の相談をしてきて最後はまさかのセックス練習を求めてきた！                                                                        | 2012年12月6日 (DVD)                                     | ソフト・オン・デマンド/Hunter                    |                                                      |
| 新 センズリ見てたら興奮しちゃった素人娘 8時間 | 2012年12月7日 (DVD)                                     | OFFICE K'S                                       |                                                      |
| 極上素人とヤリたい！ SSS級素人の美少女コレクション 26 | 2012年12月11日 (DVD)                                    | プレステージ/GALLOP                              |                                                      |
| 完全横アングル じゅぼじゅぼバキュームフェラ | 2012年12月13日 (DVD)                                    | アウトビジョン/ワンズファクトリー                |                                                      |
| 快楽ですべてを従わせる マジっすか 女子凌辱学園 | 2012年12月19日 (DVD)                                    | クロス                                           |                                                      |
| ドグマ2012上半期作品集 | 2012年12月19日 (DVD)                                    | アウトビジョン/ドグマ                            |                                                      |
| レズデート 初めて出会う2人、クチビルを重ねて触れ合うココロとカラダ | 2012年12月20日 (DVD)                                    | グローリークエスト                               |                                                      |
| あなたのお部屋に素人娘お貸しします。 8 | 2013年1月1日 (DVD)                                      | プレステージ                                     |                                                      |
| れお | 2013年1月4日（ダウンロード） 1月6日（ストリーミング）   | High SCENE                                       |                                                      |
| れお(20) | 2013年1月6日（ダウンロード） 1月6日（ストリーミング）   | Tokyo247                                         |                                                      |
| 2012年度スーパーBESTセレクション＋α ウラ美少女特選映像総集編 | 2013年1月7日 (DVD)                                      | カルマ                                           |                                                      |
| 青春BEST！！2012年上半期総集編8時間 | 2013年1月7日 (DVD)                                      | BeFree                                           |                                                      |
| おはズボッ 入んないです、こんな急に 無理だってば そこを何とかお願いしますスペシャル | 2013年1月11日 (DVD)                                     | トップ・マーシャル/アテナ映像                    | レンタル版                                           |
| 極選8時間 私は痴女7 | 2013年1月11日 (DVD)                                     | クリスタル映像                                   |                                                      |
| 縄蜜淫画 其の四 背徳の美人秘書 鬼畜羞虐覚醒調教 西園寺れお | 2013年1月13日 (DVD)                                     | アウトビジョン/ベイビーエンターテイメント        |                                                      |
| あの「ウラ美少女」でデビューした国民的アイドルグループ9期生オーディション最終選考まで残った芸能人 花音ゆりあを今度はカルマで悶絶中出し21連発で白目を剥いて泡を吹くまでイカせた！！ | 2013年1月13日 (DVD)                                     | カルマ                                           |                                                      |
| 電話中にイタズラしてくる小悪魔 | 2013年1月17日 (DVD)                                     | グローリークエスト                               |                                                      |
| 究極の妄想発明シリーズ ボディジャック 清楚で真面目な女の子が淫語を連発するエロ女に豹変SP | 2013年1月24日 (DVD)                                     | ソフト・オン・デマンド/ROCKET                    |                                                      |
| 男性エステティシャンのオイルマッサージでうっかりイってしまう超敏感娘は、彼氏がすぐ横にいるにも関わらずバレないようにコソコソエッチをしたがる！ | 2013年1月24日 (DVD)                                     | ソフト・オン・デマンド/ATOM                      |                                                      |
| 自宅を勝手に不良達のたまり場にされているイジメられっ子な僕だけど、イケメン野郎が連れて来るクラスで一番カワイイ女やセフレとお下がりとはいえエッチできる！4+BEST SELECT | 2013年1月24日 (DVD)                                     | ソフト・オン・デマンド/Hunter                    |                                                      |
| GARCON裏ファン感謝祭 癒し系最強エロ女優西園寺れおとイク 敗者たちの復活祭 | 2013年2月7日 (DVD)                                      | GARCON                                           |                                                      |
| 止まらない ハードピストンFUCK 絶頂イキまくりBEST | 2013年2月7日 (DVD)                                      | BeFree                                           |                                                      |
| まさか本当にヤレるなんて！中卒の僕がどうしても若い女の子とお話がしたくて学歴詐称して街の掲示板に[格安家庭教師はじめました]のチラシを貼ったら思いのほかオファー殺到！！生徒たちは超ウブでまじめな女の子ばかりで、何をしても大声を出して嫌がることなく最後まで僕の言いなりでした！当然勉強は何も教えていません、むしろ教えられません。                                           | 2013年2月7日 (DVD)                                      | ソフト・オン・デマンド/Hunter                    |                                                      |
| ヒロイン白目失神地獄 音波人間アタック編 | 2013年2月8日 (DVD)                                      | ビデオメーカー/GIGA                              |                                                      |
| UP’S SPECIAL BEST 8時間50人50本番!! | 2013年2月8日 (DVD)                                      | マックス・エー/アップス                          |                                                      |
| 楽しくなければナンパじゃない！！4時間DX4 予想外にエッチな反応をするちょいカワ素人娘をゲット！ | 2013年2月10日 (DVD)                                     | ホットエンターテイメント                         |                                                      |
| 入院中に彼女が抜いてくれず、溜まってしまった僕は1人でこっそりオナニー。物音に気づいた美人ナースにバレて、内緒で色々してもらった!!3 | 2013年2月22日 (DVD)                                     | トップ・マーシャル/ケイ・エム・プロデュース      |                                                      |
| 「ヤ○ー」「2チャ○ネル」で話題の親ばれブログ炎上芸能人に本物中出し | 2013年2月25日 (DVD)                                     | 本中                                             |                                                      |
| 「絶頂！本気イキな女たち20人 9 | 2013年3月1日 (DVD)                                      | プレステージ                                     |                                                      |
| 上に乗ってガンガン腰振ってあげる 極上騎乗位29人210分 | 2013年3月7日 (DVD)                                      | BeFree                                           |                                                      |
| 初撮り！2013年度 SOD女子社員 未満 内定者（恥）業務研修 西村玲子 | 2013年3月7日 (DVD)                                      | ソフト・オン・デマンド/SODクリエイト             |                                                      |
| 移動販売車になりすましウブっ娘に媚薬をかけて食べさせて、まってましたの悪戯開始！お漏らしするほど効果抜群！最後は中だししちゃいました。 | 2013年3月7日 (DVD)                                      | ソフト・オン・デマンド/アイエナジー              |                                                      |
| カラダで払うワケあり人妻5時間Special3 | 2013年3月8日 (DVD)                                      | トップ・マーシャル/BAZOOKA                       |                                                      |
| ヒロイン不完全変身凌辱 | 2013年3月22日 (DVD)                                     | ビデオメーカー/GIGA                              |                                                      |
| 特命ペニバン女教師 | 2013年3月23日 (DVD)                                     | ソフト・オン・デマンド/ROCKET                    |                                                      |
| 昨日まで［ひとりっ子］だった僕にいきなり7人の姉ができた！！母親が再婚した先はなんと7姉妹のお家！しかもみんな美人揃いときている！今まで母親以外の女性とほとんど接した事が無い僕は当然童貞！！部屋で隙だらけの姉の姿を見ては勃起の毎日！しかもそんな女に不慣れな僕は彼女たちには新鮮らしく、勃起する度に喰われちゃいました・・・。                                               | 2013年3月23日 (DVD)                                     | ソフト・オン・デマンド/Hunter                    |                                                      |
| 真面目ほどドスケベ 働く女のむれた肉体 | 2013年3月25日 (DVD)                                     | ながえSTYLE/サイドビー                           |                                                      |
| 西園寺れおvs東熱鬼畜姦 | 2013年3月29日（ダウンロード） 3月29日（ストリーミング） | 東京熱/Tokyo Hot                                 |                                                      |
| 淫らな若妻8時間 | 2013年4月2日 (DVD)                                      | プレステージ                                     |                                                      |
| 秘宝 隣の少女 小悪魔すっぴん美少女とおじさん | 2013年4月5日 (DVD)                                      | GLAY'z                                           |                                                      |
| 脱SEX革命AV 世界一変態で恥ずかしい挑戦 〜ハイテンション変態女子が厳粛な図書館でドン引き全裸淫語羞恥芸〜 | 2013年4月11日 (DVD)                                     | ソフト・オン・デマンド/ROCKET                    | SOD大賞2013 サプライズ賞銅賞・神戸たろう監督受賞作品 |
| 鬼畜の群れ れな・るな | 2013年4月13日 (DVD)                                     | アウトビジョン/オーロラプロジェクト・アネックス  |                                                      |
| あなたのお部屋に素人娘お貸しします。8時間SP2 | 2013年4月19日 (DVD)                                     | プレステージ                                     |                                                      |
| 小、中、そして高校生の現在もアダ名が「博士」の貧弱な僕。そんな僕の自宅には、クラスの女子がAV見たさによくやって来る。でも、いざエッチなシーンを見たらモジモジしだして頬を赤らめ、パンティー越しにもわかるくらいにビショ濡れで恥ずかしい染みだらけ！6 | 2013年4月25日 (DVD)                                     | ソフト・オン・デマンド/Hunter                    |                                                      |
| じゅるじゅるごっくんフェラ | 2013年4月25日 (DVD)                                     | アウトビジョン/Close Market AAV（フェチ）/妄想族 |                                                      |
| 見知らぬ男女は童貞＆処女！ドキドキ！！王様ゲーム | 2013年4月25日 (DVD)                                     | ソフト・オン・デマンド/ATOM                      |                                                      |
| 愛する嫁を寝取ったアイツの妻を・・・「寝取り返し！」真正中出し5発で孕ませて返却！ | 2013年4月25日 (DVD)                                     | ソフト・オン・デマンド/SODクリエイト             |                                                      |
| エロ過ぎギャルハメ体験記 06 | 2013年4月26日 (DVD)                                     | トップ・マーシャル/ワンダフル                    |                                                      |
| 愛娘近親夜這い生中出し ○父に汚された3人の娘たち | 2013年5月3日 (DVD)                                      | GLAY'z                                           |                                                      |
| 全裸 小●生 野外中出し | 2013年5月3日 (DVD)                                      | GLAY'z                                           |                                                      |
| BEST OF BeFree 2012 36タイトル完全complete8時間 | 2013年5月7日 (DVD)                                      | BeFree                                           |                                                      |
| 痴漢OK娘 VOL.11 | 2013年5月9日 (DVD)                                      | ソフト・オン・デマンド/ナチュラルハイ            |                                                      |
| W姦椎名ひかる/西園寺れお | 2013年5月10日（ダウンロード） 3月29日（ストリーミング） | 東京熱/Tokyo Hot                                 |                                                      |
| つるっつるの無毛パイパンSEX16時間 | 2012年5月19日 (DVD)                                     | ルーキー                                         |                                                      |
| 一日ホテル監禁 ベスト | 2013年5月19日 (DVD)                                     | アウトビジョン/ドグマ                            |                                                      |
| 完全素人娘30人ハメ撮り8時間SP 1 | 2013年5月21日 (DVD)                                     | プレステージ                                     |                                                      |
| 「私イッたことがないからイクまで終わらせないよ♡」体内の精子を全部抜き取られるほどクラスメイトの女子にイクまでセックスをさせられた僕。性知識だけは、無駄に豊富だとクラス中で勝手に噂になっている僕の家に、セックスでまだ1回もイッたことがなく、イク方法を知らないクラスメイトの女子が、僕に性の相談をしてきて、最後はイクまで終わらないまさかの性感開発セックスを求めてきた！！ | 2013年5月23日 (DVD)                                     | ソフト・オン・デマンド/Hunter                    |                                                      |
| キレイなお姉さんたちが左右から乳首を愛撫してくれる贅沢なオナニー | 2013年5月25日 (DVD)                                     | アウトビジョン/アロマ企画                        |                                                      |
| 「ウソ！？これってキス…？」満員バスが急カーブを曲がる瞬間にバランスを崩し、隣にいた見知らぬ男と唇と唇が触れてしまった女子校生は、胸のドキドキがおさまらず、横に彼氏がいてもチラチラと見知らぬ男と目を合わせ発情！ | 2013年6月6日 (DVD)                                      | ソフト・オン・デマンド/Apache【アパッチ】        |                                                      |
| 不感症の女 体罰女教師編 | 2013年6月19日 (DVD)                                     | アウトビジョン/コロ蔵/妄想族                     |                                                      |
| 生中痴漢 7 | 2013年6月20日 (DVD)                                     | ソフト・オン・デマンド/ナチュラルハイ            |                                                      |
| 女子に囲まれて男は僕ひとり！？の王様ゲーム 放課後の教室で女子だけでやっている王様ゲームに遭遇。偶然その場を見てしまった僕は拒否権無しの強制参加!普段からクラスの女子にはひどい扱いを受けているので、ビビリながらもメンバーに加わったら予想外のオイシイ展開に・・・。[王様の命令は絶対！]このルールのおかげで僕は・・・2                                                        | 2013年6月20日 (DVD)                                     | ソフト・オン・デマンド/Hunter                    |                                                      |
| 女生徒と禁断の3P！男なら誰でも憧れる小中高大一貫のお嬢様女子校で教師をやっていますが、現実はモテるどころかバカにされ、ただただ見下されています。しかしある時、教室で校内一の（美人な先輩と後輩・巨乳の生徒カップル・超優等生の生徒会長カップル・憧れの先輩カップル）の禁じられた校内レ○を発見！証拠の写メで脅してやると今までの態度とは真逆の言いなり状態に！                  | 2013年7月6日 (DVD)                                      | ソフト・オン・デマンド/Hunter                    |                                                      |
| 図書館で真面目にお勉強しているメガネをかけた清純女子高生の横で、エロ本を読んでいたら思わず勃起！ それに気付いた女子高生が勉強そっちのけで僕のチンポに興味津々！ 図書館なのに館内にジュポジュポという音が響き渡るくらい激しいフェラで僕のチンポに喰らいついてきた！ | 2013年7月6日 (DVD)                                      | ソフト・オン・デマンド/Hunter                    |                                                      |
| キャットウォーク ポイズン 87 貴方にご奉仕 | 2013年7月8日 (DVD) 7月8日（Blu-ray）                    | CATWALK ENTERTAINMENT                            |                                                      |
| 思わず脚がピ〜ンと伸びてしまう 絶頂オナニー | 2013年7月13日 (DVD)                                     | アウトビジョン/アロマ企画                        |                                                      |
| Mっ気たっぷりなお手伝いさんの絶叫セックス！ 〜裸にエプロンで全力ご奉仕〜 西園寺れお | 2013年7月14日 (DVD)                                     | Heyzo.com                                        |                                                      |
| 20代の美乳妻が通う発狂媚薬エステ2 | 2013年7月15日 (DVD)                                     | ピーターズ                                       |                                                      |
| 濃厚ザーメンぶっかけ20連発！ 4 | 2013年7月19日 (DVD)                                     | プレステージ                                     |                                                      |
| 泥酔して帰ってきた姉を犯す弟の投稿映像 | 2013年7月19日 (DVD)                                     | GLAY'z                                           |                                                      |
| 本中下半期傑作集 2012年9月〜2013年3月 | 2013年7月25日 (DVD)                                     | 本中                                             |                                                      |
| おはズボッ 入んないです、こんな急に 無理だってば そこを何とかお願いしますスペシャル | 2013年7月26日 (DVD)                                     | トップ・マーシャル/アテナ映像                    | セル版                                               |
| 監獄レズ | 2013年8月8日 (DVD)                                      | ソフト・オン・デマンド/LADY×LADY                 |                                                      |
| すべり落ちたら即アウト！ぬるぬるっ！ローションダンプカークイズ | 2013年8月8日 (DVD)                                      | ソフト・オン・デマンド/Apache【アパッチ】        |                                                      |
| ロリ専科 キミだけに語りかけ! ロリっ娘20人! オマ○コぴちゃぴちゃ指入れ自画撮りオナニー4時間DX vol.07 特典3D映像付き | 2013年8月16日 (DVD)                                     | GLAY'z                                           |                                                      |
| CROSS 2012年下半期 アナル解禁・露出・潮吹き・浣腸・レズ・凌辱 ハードプレイ満載 8時間 20タイトル | 2013年8月19日 (DVD)                                     | クロス                                           |                                                      |
| 催眠術痴漢2 | 2013年8月22日 (DVD)                                     | ソフト・オン・デマンド/ナチュラルハイ            |                                                      |
| 出産して急激に感度があがったママチャリ貞操妻 3 絶対に手を出してはいけない上司・親友・兄貴の妻を禁断の寝取り中出しSP | 2013年9月5日 (DVD)                                      | ソフト・オン・デマンド/ナチュラルハイ            |                                                      |
| KIRARI 04 近所で評判のヤリマン潮吹き若妻 西園寺れお | 2013年9月13日 (DVD) 9月13日（Blu-ray 3D+2D 同時収録）   | KIRARI                                           |                                                      |
| 生まれてから一度も女の子と手をつないだ事のない根暗な僕が、フォークダンスの練習で憧れの女子と初めて手をつないだら思わず勃起。ヤバいと思いひたすら謝ったら、意外にも怒っておらず、それどころか僕の勃起チ○ポが気になっていたようで、なんかエッチな雰囲気に・・・。 | 2013年9月19日 (DVD)                                     | ソフト・オン・デマンド/Hunter                    |                                                      |
| 自分で言うのもなんですが、妹とすごく仲良しなんです！もちろん妹として大好きだったんです最初は・・・。でも、妹に彼氏ができたと聞いて最初は祝福してあげるつもりでした…、でも無理でした・・・。妹としてではなく、一人の女性として好きだったみたいです。 | 2013年9月19日 (DVD)                                     | ソフト・オン・デマンド/Apache【アパッチ】        |                                                      |
| 鶴田かな＋新人AD村田 所持金0円！唯一の武器はお色気！！女2人ヒッチハイクの旅 | 2013年9月19日 (DVD)                                     | ソフト・オン・デマンド/ATOM                      |                                                      |
| 高嶺の花だと思っていたOLは、しがないパート清掃員の僕の勃起チ○ポが当たっただけでメロメロで、同僚にバレても喰らいついて離さないほどのド変態さん達だった。 | 2013年9月19日 (DVD)                                     | ソフト・オン・デマンド/SWITCH                    |                                                      |
| 私ってM？純白美尻エンジェルの潮吹きエクスタシー 純白美尻な不貞新妻の午後の情事 | 2013年9月21日（ダウンロード）                           | Heyzo.com                                        |                                                      |
| デカ尻JKのピストン騎乗位 DXIII | 2013年9月25日 (DVD)                                     | アウトビジョン/アロマ企画                        |                                                      |
| 脳が疼いて身体が止められない（コントロール出来ない）欲情痴女 2013年9月25日 | 2013年9月25日 (DVD)                                     | アウトビジョン/アロマ企画                        |                                                      |
| ケガ人のフリをして介護ヘルパーを呼んだら、癒し系の超カワイイ女の子が優しくゴハンを食べさせてくれたり、お風呂でシャンプーをしてくれた!エロ本や勃起チ○ポを見せつけてなんとかムラムラさせてエッチな方向に持っていこうと試行錯誤するも介護ヘルパーさんは全くの無反応！でも、どうしてもヤリたいから媚薬と眠剤入りのお茶を飲ませてみたら・・・                                       | 2013年10月10日 (DVD)                                    | ソフト・オン・デマンド/Apache【アパッチ】        |                                                      |
| 自宅に派遣された美乳女子大生講師をハメる 3 1Fさん（22歳）Fカップ 2Sさん（21歳）Fカップ 3Oさん（21歳）Cカップ | 2013年10月11日 (DVD)                                    | トップ・マーシャル/S級素人                       |                                                      |
| ヘンリー塚本 リアリズム映像白昼のレイプ | 2013年10月13日 (DVD)                                    | アウトビジョン/FAプロ・プラチナ                  |                                                      |
| 女同士のえげつないレズいぢめ2 4時間 | 2013年10月19日 (DVD)                                    | クロス                                           |                                                      |
| もっと欲しいの・・・西園寺れおの果てしない欲望 西園寺れお | 2013年10月20日（ダウンロード）                          | Heyzo.com                                        |                                                      |
| ターゲットは引率のママさん ちびっこセクハラ痴漢隊 キャンプ編 | 2013年10月24日 (DVD)                                    | ソフト・オン・デマンド/ROCKET                    |                                                      |
| 童貞とバカにしていた弟に電マで責められ「イクわけない」と強がりながらおしっこを漏らしてイキまくった姉 | 2013年10月24日 (DVD)                                    | ソフト・オン・デマンド/ナチュラルハイ            |                                                      |
| 10代水着娘がマジックミラー号に初乗車 日焼けで火照った美尻を性感マッサージ 敏感になった日焼けビキニ娘は4回イッて失禁…流されて生ハメ・戸惑いながらも初中出し！ | 2013年10月24日 (DVD)                                    | ソフト・オン・デマンド/SODクリエイト             |                                                      |
| クローゼットに閉じ込められた。そしてお姉さんの肉便器になった。 | 2013年10月25日 (DVD)                                    | アウトビジョン/アロマ企画                        |                                                      |
| 地球防衛軍 雨宮アンリ隊員（電気ショック、クンニ地獄、凌辱、顔面騎乗） | 2013年11月15日（ダウンロード）                          | GIGA                                             |                                                      |
| 『私のキスを拒否るの！？』キスを迫っても拒否する家庭教師は100%ノンケ！！レズビアンの私は派遣でやって来る美人家庭教師に2人きりの部屋でキスを迫りノンケかどうかをチェック!頬を赤らめ戸惑い顔でキスを拒否するウブな家庭教師には媚薬入りのお茶を飲ませて全身性感帯状態になった超敏感ボディをじっくり愛撫!大量失禁するほど・・・                                                    | 2013年11月21日 (DVD)                                    | ソフト・オン・デマンド/Apache【アパッチ】        |                                                      |
| 顔は真面目にお勉強！股間は痴漢に我慢できずに爆濡れエロモード!図書館で3時間以上も席を立たずに集中して勉強している超まじめ眼鏡女子高生の太ももを触りまくったら、声も出せずにただじっと瞳を潤ませて耐えるばかり！調子に乗って股間も責めたらパンツに染みができ、ちょっと手マンしたら館内にクチャクチャクチャクチャと音が響きわたるほど・・・                                       | 2013年11月21日 (DVD)                                    | ソフト・オン・デマンド/Apache【アパッチ】        |                                                      |
| BEST OF BeFree 2012 36タイトル完全complete8時間 | 2013年11月24日 (DVD)                                    | BeFree                                           |                                                      |
| 突然パンチラで挑発されてこっそりシゴいちゃった僕。 その8 | 2013年11月25日 (DVD)                                    | アウトビジョン/アロマ企画                        |                                                      |
| ザ・ベイビーエンターテイメント 2013 PREMIUM BEST 〜淫秘の女体轟沈アクメ〜 | 2013年12月7日 (DVD)                                     | BabyEntertainment                                |                                                      |
| 地球防衛軍 雨宮アンリ隊員（電気ショック、クンニ地獄、凌辱、顔面騎乗） | 2013年12月13日（ダウンロード）                          | GIGA                                             |                                                      |
| レズペット (2) | 2014年1月1日 (DVD)                                      | U＆K                                             |                                                      |
| 全裸オイルキャットファイト | 2014年1月9日 (DVD)                                      | ソフト・オン・デマンド/ROCKET                    |                                                      |
| 泥酔×媚薬恐るべし！！ ゴミ捨て場でベロベロに酔って寝ている泥酔女に介抱する振りをして無理矢理媚薬を飲ませたら、潮吹き、失禁、痙攣イキまくりでチ○ポを離さない淫乱女に豹変！ | 2014年1月9日 (DVD)                                      | ソフト・オン・デマンド/Apache【アパッチ】        |                                                      |
| 3時間以上図書館で受験勉強している真面目で気弱そうなメガネ美人女子校生は、机の下から足の親指で股間をグリグリといじっても何も文句が言えない女の子だった！調子に乗って更に責め立てたら、股間の周りが汗ばみ自ら腰を動かす超敏感むっつりド淫乱！ 2 | 2014年1月9日 (DVD)                                      | ソフト・オン・デマンド/Apache【アパッチ】\|      |                                                      |
| 訪問女性監禁調教ワンルーム〜僕の自宅に来た女性（家電修理、古本買い取り、家政婦、ラーメン出前）を監禁して性的調教をした一部始終〜 | 2014年1月23日 (DVD)                                     | ソフト・オン・デマンド/ATOM                      |                                                      |
| 利尿剤羞恥痴漢 | 2014年1月23日 (DVD)                                     | ソフト・オン・デマンド/ナチュラルハイ            |                                                      |
| その場で会った素人男女のハニカミ濃厚ディープキス | 2014年1月23日 (DVD)                                     | ソフト・オン・デマンド/ナチュラルハイ            | MCとして出演                                         |
| 「清楚なお嬢様女子校生が通学路でオナニーしてる！」お嬢様女子高の通学路に面したボクのワンルームから登下校する女子校生をそっと眺めることだけを唯一の楽しみにしている彼女いない歴=年齢のボク。 | 2014年1月23日 (DVD)                                     | ソフト・オン・デマンド/Apache【アパッチ】\|      |                                                      |
| 羞恥洗脳ペット化シール | 2014年2月6日 (DVD)                                      | ソフト・オン・デマンド/ROCKET                    |                                                      |
| ヒロイン洗脳15 スーパーレディ＆ワンダーレディ | 2014年2月14日 (DVD)                                     | GIGA                                             |                                                      |
| 淫猥キャットファイト4 美しき看護師が真撃の決闘！院長夫人の座を賭けたタイマン喧嘩バトル！ | 2014年3月20日 (DVD)                                     | ディープス                                       |                                                      |
| 私のバター犬 西園寺れお | 2014年4月20日 (DVD)                                     | レイディックス                                   |                                                      |
| シルバーエイジからのAV男優入門 2 | 2014年5月20日 (DVD)                                     | レイディックス                                   |                                                      |
| 素人投稿専門誌編集長 橋田貴史 完全プロデュース＆品質保証最高峰ガチ露出投稿ビデオ タレント並み超絶美人受付嬢がレイプ寸前のガチ露出で理性崩壊！誰とでもヤる便所痴女に完全転落 | 2014年6月20日（DVD)                                     | 同人会アパート                                   |                                                      |
| 朝ゴミ出しする近所のノーブラ奥さんとやっちゃった俺 3 | 2014年7月10日 (DVD)                                     | アキノリ                                         |                                                      |
| ショック！！朝起きたら何故かおちん○んが生えていた！！しかもビンビンに朝勃ちまで！！ | 2014年7月24日（DVD)                                     | ソフト・オン・デマンド/ROCKET                    | 本人持ち込み企画・主演・初監督作品                   |
| ゴーストドミネーション 不都合過ぎる真実 | 2014年9月20日（DVD)                                     | トラウマアート                                   |                                                      |

### デジタル写真集・コスプレROM
- * れおほりっく 魔法少女まみマギカ アフターストーリー 2012年8月11日
- * アリス・マーガトロイド東方ロム 東方人形革命 アリス 2012年8月11日

### 雑誌掲載
- すんごい美女限定！極上OL STYLE 17 (コアムックシリーズ 580) Vol.17 2012年3月号：コアマガジン
- DVDDream 2012年5月号：三和出版
- 裏め・き・ら♡2012年6月号：ブレインハウス
- め・き・ら♡VOL.64 2012年6月号：ブレインハウス
- 裏め・き・ら♡VOL.48 2012年7月号：ブレインハウス
- こんな激カワ素人としてみたい。VOL.6 2012年9月号：三和出版
- M女子大生 〜ハタチの日記〜 2012年9月号：ダイアプレス
- プラチナガールズST. VOL.4 2012年10月号：若生出版
- DVDDream 2012年11月号：三和出版
- プラチナガールズSTゲッチュ 2012年11月増刊号：若生出版
- 実話時報ゴールデン 2012年12月号：竹書房
- め・き・ら THEセレクション Vol.25 2012年12月号：ブレインハウス
- ゲッチュ 2013年1月号：若生出版
- スッキリお仕事レディEX 2013年5月号：一水社
- まんがシャワー 2013年5月号：一水社
- ゲッチュ 2013年6月号：若生出版
- しろ~とEvolution！！2013年8月号：インテルフィン
- 裏DVD8時間2013年8月号：マイウェイ出版
- ズバ王2013年10月号 増刊「素っ裸CA」：ジーオーティー
- おねだり美女の下半身審査 DVD付き（富士美ムック）（2013年11月12日発売）：富士美出版
- スーパー写真塾 2014年1月号（2013年11月22日発売）：コアマガジン
- レプタイルズFan Vol.2：コスミック出版 （爬虫類飼育者として）

### インターネット放送
- トイズハートプレゼンツBUBKA「きのう誰食べた」（2013年03月17日ゲスト出演、ニコニコ生放送）[10]

## イベント

### コスプレイベント
- コスホリック06 (COSHOLIC 06) 参加 サークル：SEVENDOLLS I07-I08

### 撮影会
- 東京 ヌード 撮影会 チャームにて随時開催（引退に伴い終了した）